# Franz Traxler (Soziologe)
Franz Traxler (* 21. November 1951 in Wien; † 22. Januar 2010 ebenda) war ein österreichischer Soziologe, der als Universitätsprofessor an der Universität Wien forschte und lehrte. Von 1993 bis 1997 amtierte er als Präsident der Österreichischen Gesellschaft für Soziologie.
Traxler studierte Soziologie an der Wirtschaftsuniversität Wien, wo er 1985 habilitiert wurde. Anschließend war er als Abteilungsleiter an der österreichischen Verwaltungsakademie des Bundes. 1992 folgte er einem Ruf als ordentlicher Universitätsprofessor an die Universität Wien. Seine Arbeitsschwerpunkte waren Industriesoziologie, Organisationssoziologie und Politische Soziologie. Traxler gehörte zu den Begründern der Zeitschrift Industrielle Beziehungen – Zeitschrift für Arbeit, Organisation und Management.

## Schriften (Auswahl)
- Interessenverbände der Unternehmer. Konstitutionsbedingungen und Steuerungskapazitäten, analysiert am Beispiel Österreichs. Campus, Frankfurt am Main/New York 1986, ISBN 978-3-593-33584-1.
- Evolution gewerkschaftlicher Interessenvertretung. Entwicklungslogik und Organisationsdynamik gewerkschaftlichen Handelns am Beispiel Österreichs. Braunmüller-Verlag, Wien und Campus-Verlag, Frankfurt am Main 1982, ISBN 978-3-7003-0310-7 (Braunmüller) und ISBN 978-3-593-33048-8 (Campus).